# Hipparchia bipicta
Hipparchia bipicta är en fjärilsart som beskrevs av Ruggero Verity 1916. Hipparchia bipicta ingår i släktet Hipparchia och familjen praktfjärilar. Inga underarter finns listade i Catalogue of Life.